# Meandre (film)
Meandre este un film psihologic românesc din 1967 regizat de Mircea Săucan după un scenariu scris de Horia Lovinescu. În rolurile principale au jucat actorii Margareta Pogonat, Mihai Pălădescu, Dan Nuțu, Ana Széles și Ernest Maftei. Muzica - Tiberiu Olah, imaginea - Gheorghe Viorel Todan, decoruri - Constantin Simionescu.

## Distribuție
- Margareta Pogonat — Anda, soția lui Constantin, mama vitregă a lui Gelu
- Mihai Pălădescu — Petru Simian, arhitect urbanist, amantul Andei (menționat Mihai Paladescu)
- Dan Nuțu — Gelu, student, fiul lui Constantin (menționat Nuțu Dan)
- Ana Széles — Lia, iubita lui Gelu (menționată Ana Szeleș)
- Ernest Maftei — Constantin, profesor universitar, tatăl lui Gelu și soțul Andei, nomenclaturist carierist
- Ion Tîlvan — academicianul, profesorul de arhitectură al lui Petru
- Radu Dunăreanu — Vlad, arhitect, fost coleg de facultate al lui Petru

## Primire
Filmul a fost vizionat de 63.862 de spectatori în cinematografele din România, după cum atestă o situație a numărului de spectatori înregistrat de filmele românești de la data premierei și până la data de 31 decembrie 2014 alcătuită de Centrul Național al Cinematografiei.

## Legături externe
- Meandre la Internet Movie Database
- Meandre (film) la CineMagia